# 索伦站
索伦站是位于中华人民共和国内蒙古自治区科尔沁右翼前旗索伦镇的一个铁路车站，建于1935年，有白阿铁路经过该站，现办理客货运。车站距离白城站191公里，隶属中国铁路沈阳局集团，是四等站。